# Момчил (опера)
Момчил е опера на българския композитор Любомир Пипков.

## История на създаването
Още по време на споровете около операта „Янините девет братя“ у Любомир Пипков се заражда идеята за създаването на ново произведение от този жанр. По думите на композитора през 1939 г., „когато германците започнаха да нахлуват в славянските земи“, той се спрял на сюжета на „Момчил“. Фабулата на операта е взета от романа „Ден последен, ден господен“ на Стоян Загорчинов. Либретото е написано от поета Христо Радевски с активното участие на композитора. Въпреки че операта е с исторически сюжет от Средновековието, в нея личи стремежът на авторите ѝ да изкажат негодуванието си от действията на ръководителите на страната. В операта недвусмислено се изтъкват приликуте между живота на народа от времето непосредствено преди нахлуването на османците в страната ни и живота на народа, изживяващ пряката опасност от навлизането на германски войски в България.
Либретистът Христо Радевски се спира преди всичко на героичното от романа на Загорчинов – епизодите за Момчил, а не тези за Теодосий Търновски, както е в книгата. Именно затова операта е наречена „Момчил“, на името на главния ѝ герой. В либретото са обрисувани две периода от дейността на Момчил: първият – като водач на хусарите, а вторият – като защитник на народа срещу подтисниците-боляри, беорец срещу крепостничеството и като организатор на народа срещу нахлуващите османски орди. Пипков възнамерява операта му да бъде завършена и поставена още по време на войната, но поради бомбардировките над София (по време на които е разрушен и театърът) той няма възможност да завърши изцяло произведението си. „Момчил“ е завършена окончателно след социалистическата революция на 9 септември 1944 г. Първото представление е на 24 септември 1948 г., в Софийската народна опера. Диригент е Асен Найденов, а режисьор – Михаил Хаджимишев.